# BBC Rendsburg
O Basketball-Club Rendsburg e. V., também conhecido como Twister Rendsburg é um clube de basquetebol baseado em Rendsburg, Alemanha que atualmente disputa a Liga Regional Norte, correspondente à quarta divisão do país. Manda seus jogos no Herderhalle.

## Histórico de Temporadas
| Temporada | Nível | Liga           | Pos. | Resultado |
| --------- | ----- | -------------- | ---- | --------- |
| 2009-10   | 5     | 2.Regionalliga | 7º   |           |
| 2010-11   | 5     | 2.Regionalliga | 3º   |           |
| 2011-12   | 5     | 2.Regionalliga | 8º   |           |
| 2012-13   | 5     | 2.Regionalliga | 4º   |           |
| 2013-14   | 5     | 2.Regionalliga | 1º   | Promovido |
| 2014–15   | 4     | Regionalliga   | 8º   |           |
| 2015–16   | 4     | Regionalliga   | 10º  |           |
| 2016–17   | 4     | Regionalliga   | 10º  |           |
| 2017-18   | 4     | Regionalliga   | 6º   |           |
| 2018-19   | 4     | Regionalliga   | 5º   |           |

fonte:eurobasket

## Títulos

### 2.Regionalliga
- Campeão (1): 2013-14